# Palliatieve sedatie

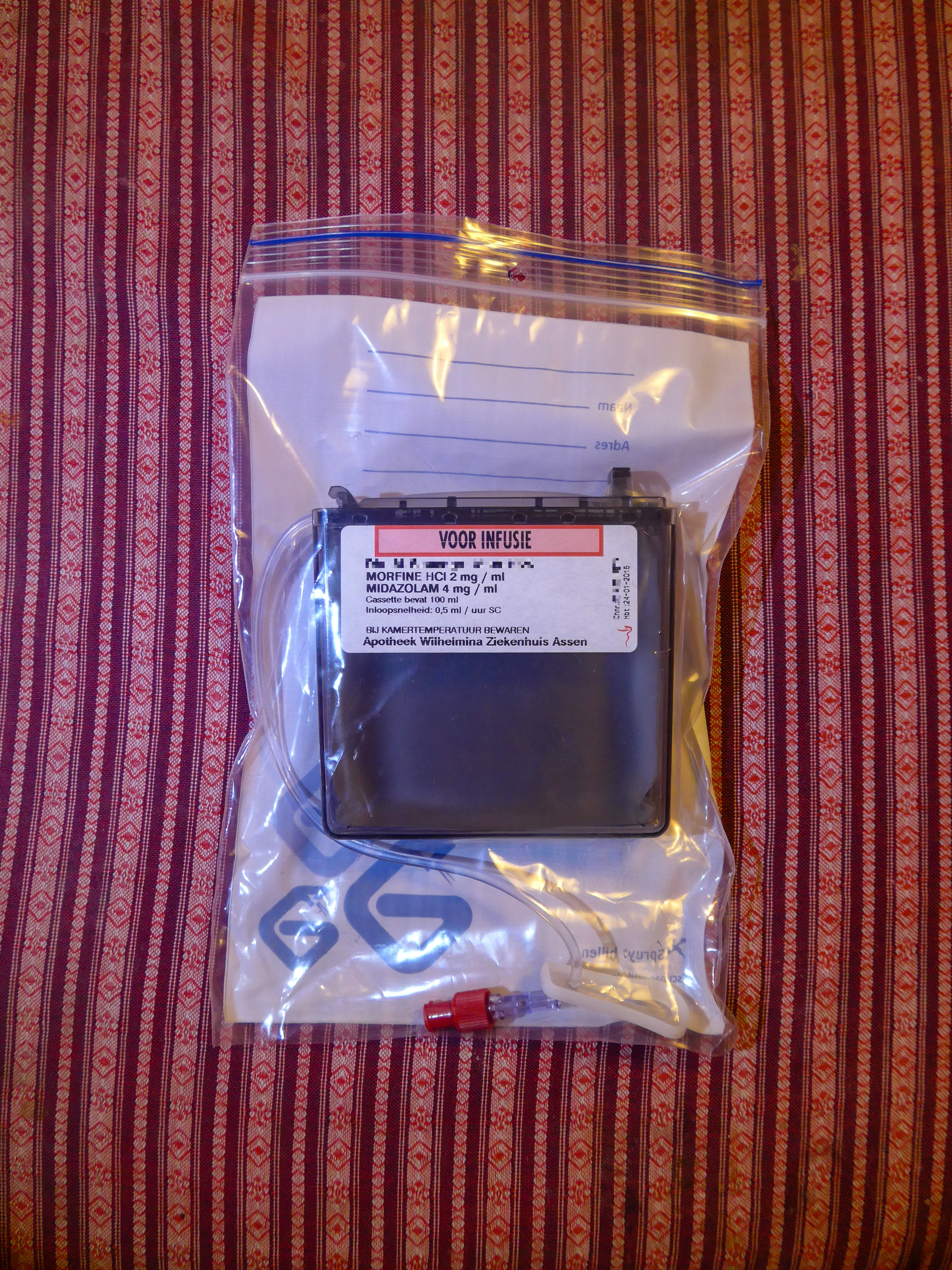
Infusiepomp-cassette met midazolam en morfine voor palliatieve sedatie

Palliatieve sedatie of terminale sedatie is de sedatie (het opzettelijk verlagen van het bewustzijn van een patiënt door toediening van sedativa zoals midazolam) in de laatste levensfase, om het lijden van de patiënt te verlichten. Het doel is niet het leven te bekorten of te verlengen. De palliatieve sedatie is een onderdeel of sluitstuk van palliatieve zorg, tijdens de stervensfase van een patiënt als het overlijden binnen een tot twee weken wordt verwacht. De patiënt wordt niet meer behandeld, zodat deze uiteindelijk aan zijn/haar ziekte overlijdt; een natuurlijke doodsoorzaak. 

## Vormen en indicatie
Er kunnen twee verschillende situaties worden onderscheiden:
- Continu sederen tot het moment van overlijden, als het overlijden binnen één tot twee weken wordt verwacht.
- Kortdurend of intermitterend sederen.

De indicatie voor palliatieve sedatie onder de voorwaarden van palliatieve zorg is het bestaan van één of meer onbehandelbare ziekteverschijnselen, welke leiden tot ondraaglijk lijden van de patiënt, ondanks bijvoorbeeld pijnbestrijding. 
Ook existentieel lijden (door de patiënt ervaren zinloosheid c.q. leegheid van het bestaan) kan een indicatie zijn voor palliatieve sedatie, wanneer het gaat om ervaren zinloosheid van het bestaan in het perspectief van een overlijden dat binnen één tot twee weken wordt verwacht, en als het existentiële lijden niet meer valt te verlichten met bijvoorbeeld communicatie of spirituele ondersteuning. Het gaat bij deze indicatie nooit om patiënten die uitsluitend existentieel lijden.

## Situatie in Nederland
Palliatieve sedatie valt in Nederland onder "normaal medisch handelen", in tegenstelling tot euthanasie, dat valt onder "bijzonder medisch handelen".
Er is een belangrijk onderscheid met euthanasie, waarin actief het leven wordt beëindigd door middel van het toedienen van medicamenten zoals een slaapmiddel gecombineerd met een spierverslapper. Hierbij overlijdt een patiënt ten gevolge van het toedienen van medicatie; een niet-natuurlijke doodsoorzaak.
Bij euthanasie zijn er zorgvuldigheidseisen, waaronder de eis dat de behandelend arts ten minste één andere onafhankelijke arts moet raadplegen. Deze eis is er niet bij palliatieve sedatie.  
Palliatieve sedatie valt niet onder het Wetboek van Strafrecht, zoals dat bij euthanasie wel het geval is. De arts heeft dan ook geen meldingsplicht.
In sommige gevallen is de grens tussen palliatieve sedatie en euthanasie dun, omdat men niet weet hoeveel slaapmiddelen men moet toedienen. Het komt ook voor dat de patiënt meerdere malen wakker wordt.

### Richtlijn
In de richtlijn die door de KNMG is uitgebracht wordt behalve op de methode ook de nadruk gelegd op de administratie (verslaglegging) door de arts. In deze richtlijn wordt uitgebreid ingegaan op de begeleiding van de patiënt en de familie, ook op verpleegkundig niveau.

### Methoden
Het meest gebruikte sedatieve medicament is midazolam. Dit wordt intraveneus toegediend of, indien de patiënt thuis is, subcutaan (onder de huid); met behulp van een pompje. Deze toepassing is een vorm van niet-geregistreerd gebruik. 
In uitzonderlijke gevallen kan levomepromazine, fenobarbital en propofol worden gebruikt. Deze medicijnen dienen onder supervisie van een anesthesioloog toegediend te worden. 
Indien ook pijnbestrijding nodig is kan naast het sedatieve medicament een pijnstiller worden toegediend, bijvoorbeeld morfine. Het toedienen en ophogen van morfine als eerste keus als palliatieve sedatie kan klachten als obstipatie en verwardheid veroorzaken, en wordt gezien als een kunstfout (fout tegen de regels van de geneeskunst). Wel kan het gebruikt worden als medicijn tegen benauwdheid.